# Werner Schulze (Musiker)
Werner Schulze (* 10. Juni 1952 in Wiener Neustadt/Niederösterreich) ist ein österreichischer Komponist, Wissenschaftler und Autor.

## Leben
Werner Schulze erhielt ab dem fünften Lebensjahr Blockflötenunterricht und ab dem siebten Lebensjahr Klavierunterricht. In den Jahren von 1968 bis 1974 studierte er an der Wiener Musikhochschule Fagott bei Karl Öhlberger und harmonikale Grundlagenforschung bei Rudolf Haase. Daneben studierte er ab dem Jahr 1970 an der Universität Wien Philosophie bei Leo Gabriel sowie Psychologie und Akkadistik. Im Jahr 1976 schloss er mit der Promotion zum Dr. phil. ebenda ab. Ab dem Jahr 1977 nahm er privaten Kompositionsunterricht bei Jenö Takács.
Neben seiner wissenschaftlichen Mitarbeit und Lehrtätigkeit in harmonikaler Grundlagenforschung von 1974 bis 1992 an der Wiener Musikhochschule war Schulze in den Jahren von 1973 bis 1986 als Fagottist Mitglied des Niederösterreichischen Bläserquintetts. Im Jahr 1977 gründete er das Österreichisch-Ungarische Bläserensemble; von 1985 bis 1989 bildete er mit der Pianistin Elzbieta Wiedner-Zajac das Kammermusikensemble Duo zwio.
Durch seine Aufenthalte auf den Färöer-Inseln in den Jahren von 1976 bis 2015 sowie seiner Beratertätigkeit bei der Entwicklung des färöischen Musiklebens hat Schulze eine enge Verbindung zu dieser nordatlantischen Inselgruppe aufgebaut und gilt als Vertrauter färöischer Kultur. Während dieser Zeit verband ihn eine künstlerische Freundschaft mit Jenö Takács bis zu dessen Tod im Jahr 2005.
Im Jahr 1992 wurde Werner Schulze zum Leiter des Bereichs Harmonik am Institut für Musiktheorie und Harmonikale Forschung an der Wiener Musikhochschule berufen. Ein Jahr später erhielt er eine Gastprofessur ebenda, welche er bis zum Jahr 2014 innehatte. Im Jahr 1995 verbrachte er ein Semester als Gastprofessur am Institut Seni Indonesia in Jogjakarta/Indonesien.
Von seiner langjährigen Tätigkeit als Kammermusiker, die ihn zu über 400 Auftritten auf 4 Kontinenten führte, hat er sich ebenso zurückgezogen wie von seiner internationalen Vortrags- und Publikationstätigkeit, um dem kompositorischen Schaffen mehr Raum gewähren zu können.

## Auszeichnungen
Komposition
- 1977: Förderungspreis der Niederösterreichischen Landesregierung[2]
- 1981: Förderungspreis des Bundesministeriums für Unterricht und Kunst
- 1982: Theodor-Körner-Förderungspreis[2]
- 1983: Förderungspreis der Stadt Wien[5]
- 1994: Theodor-Körner-Förderungspreis[2]
- 2002: Würdigungspreis der Niederösterreichischen Landesregierung

Wissenschaft
- 1978: Theodor-Körner-Förderungspreis[2]
- 1983: Förderungspreis der Niederösterreichischen Landesregierung

Darstellende Kunst
- 2014: Kulturpreis der Stadt Wiener Neustadt[2]

## Werke (Auswahl)

### Ensemblemusik
- Transplantazioni – Drei Duos für Trio (Flöte, Altsaxophon und Fagott), op. 3 (1978)[6]
- Märchenbilder – Duo für Oboe und Klavier, op. 5/7 (1981–1982)[6]
- Variationen ohne Thema – Duo für Klarinette und Klavier, op. 7 (1981–1982)[6]
- Metamorphosen – Quintett für Flöte, Oboe, Klarinette, Bassklarinette, Fagott und Horn, op. 8 (1982)[6]
- Austro-Polka – Duo für Klavier mit Begleitung eines konzertierenden Kontrabasssarrusophons, op. 5/6 (1984)[6]
- 3 Minuten Stücke – Quartett für zwei Trompeten, Posaune und Tuba (1984)[6]
- Hoffnung – Choral Meditation I für Bläseroktett mit zwei Klarinetten, zwei Hörner, Oboe, Englischhorn, Fagott und Kontrafagott, op. 9/1 (1984)[6]
- Deux Mouvements – Trio für Klavier, Klarinette (Violine) und Violoncello, op. 2 (1986)[6]
- Sonatina Canonica – Duo für Violoncello und Fagott, op. 5/8 (1990)[6]
- Der Sonntagskäfer – für Klavier zu 4 Händen, op. 12/1 (1993)[6]
- Logos – Quartett für Klavier, Klarinette (Es, B), Fagott und Violoncello, op. 13 (1994)[6]
- Suite Indonesia – Quartett für Klavier, Klarinette, Fagott (Horn) und Violoncello (1995)[6]
- Zwischenzeit für zwei Schachspieler – 16 Miniaturen für Klarinette und Schlagwerk, op. 15 (1997–1998)[6]
- Ansichtskartengrüße (Suite Indonesia) – für Streichsextett mit Klavier (2002)[6]
- Il cantico di frate sole – Der Sonnengesang des Heiligen Franziskus von Assisi für Kammerorchester und Solostimme Sopran, op. 16/1 (2007–2008)[6]
- ISIS – Mandalas für Streichquartett mit zwei Violinen, Viola und Violoncello, op. 24 (2009)[6]
- Franziskus-Meditation – Architektur für Streichquartett mit zwei Violinen, Viola und Violoncello, op. 16/3 (2012)[6]
- Κύκλος KYKLOS – Musen-Gesänge für Oboe/Oboe d’amore, Englischhorn/Heckelphon, Fagott und Kontrafagott, op. 26 (2016)[6]
- Burung Cendrawasih (Paradiesvögel) – op. 31 (2021)
- Sketches&Catches III – für Tenor und Klavier, op. 14/3 (2022)
- Wissen Sie, wann... – für Flöte, Schlagwerk und Klavier, op. 14/4 (2022)
- Fünf Bagatellen – für zwei Oboen, zwei Klarinetten, zwei Bassetthörner, vier Hörner, zwei Fagotte und Kontrafagott, op. 33 (2022)
- Rumi 750, 4x4 4-Zeiler für 4 – für Tenor, Flöte, Violoncello und Harfe, op. 34 (2023)
- a-d-e-g – Kleines polyphones ohne c für Streichquartett, op. 35 (2023)
- Strauss-Studien – für Heckelphon und Klavier, op. 36 (2023)
- HoKoHa – Trio für Horn, Kontrabass und Harfe (2024)
- 16 – für Klavier und Sprecher (2024)
- Ver-Wandlungen – Lieder für Alt (oder Sopran) und Klavier, op. 38 (2024)
- Oktett – für Klarinette, Fagott, Horn, 2 Violinen, Viola, Violoncello und Kontrabass, op. 39 (2024)

### Solomusik
- Heckelphonia – für Heckelphon solo, op. 5/2 (1982)[6]
- 31 Variationen „Aus Stein gehauen“ – für Klavier (1986)[6]
- Contrafagottophonia – Monolog für Kontrafagott, op. 5/1 (1992)[6]
- Fibonacci Haiku – Gedichte für Fagott, op. 5/9 (2004)[6]
- Poesie des Augenblicks – Opuscula für Klavier, op. 22/3 (2008)[6]
- Holzwege – Gedanken für mitteltönige Orgel, op. 22/1 (2008)[6]
- Farben und Zeiten – Bekenntnisse für Klavier, op. 22/2 (2008)[6]
- Baron von Schmalzbach – 16 Kleinode für Klavier, op. 37 (2023)

### Orchesterwerke
- snúningur – Fünf Bilder für Orchester, op. 6 (1980)[6]
- Konzert für Paasdorf – 10 Stücke für doppeltes Blasorchester und 12 Dia-Projektoren, op. 12 (1993)[6]
- Farben und Zeiten – 2. Fassung für Orchester, op. 22/2a (2011)[6]
- Sinfonietta – op. 27 (2018/2019)
- Joy – für Oboe d’amore und 12 Solo-Streicher, op. 29 (2020)
- Lungauer Nachtmusik – op. 32 (2021)

### Bühnenmusik
- Der Untergang des römischen Imperiums – Musik zur Beamten-Komödie von Alois Haider, op. 10 (1988)[6]
- Beamtensymphonie in moll-dur - Civil Servants’ Symphony in minor-major – Konzertsuite aus „Der Untergang des römischen Imperiums“, op. 10a (1988–1989)[6]
- Sokrates – Stationen_Musik_Theater / Drama mit Musik, op. 11 (2001–2002)[6]
- Anchibasíe – Tanz_Musik_Sprach_Werk nach Fragmenten von Heraklit und Empedokles, op. 17 (2003–2004)[6]
- Kalkül – Konzert_Theater über Macht und Intrigen in der Wissenschaft, op. 18 (2004–2005)[6]
- Oidipus Tyrannos – Schatten_Schau_Spiel (Wayang kulit _ Drama) nach Texten von Sophokles, op. 19 (2005)[6]

### Vokalmusik
- LLULL – El Misteri del Logos für gemischten Chor, Sopran solo und Orchester, op. 16/2 (1998–1999)[6]
- Färöische Chorgedichte – für gemischten Chor nach Texten von Christian Matras, op. 20 (2005)[6]
- Carmina – Pädagogische Modelle für Solostimmen, Chor und Quintett, op. 23 (2008)[6]
- PASSIO – für Solostimmen Sopran und Bariton mit Chor, zwei Perkussions und zwei Klavieren, op. 25 (2015)[6]
- Schöpfungsgesänge (Cantos de Creación) – für gemischten Chor mit Heckelphon und Pauken, op. 30 (2020)

## Publikationen
- Schulze Werner: Zahl, Proportion, Analogie: eine Untersuchung zur Metaphysik und Wissenschaftshaltung des Nikolaus von Kues, Bände 7-9. Aschendorffnew academic press, Münster 1978, ISBN 3-402-03157-4, S. 157.
- Schulze Werner: Harmonik und Theologie bei Nikolaus Cusanus. new academic press, Wien 1983, ISBN 3-7003-0355-6, S. 100.
- Schulze Werner, Burung Cendrawasih dan Cerita-cerita Memukau Lainnya: Paradiesvögel und andere wundersame Erzählungen (übers. Gomgom Basa Hutagalung). PT Elex Media, Jakarta 2010, ISBN 978-979-27-9215-7.